# 561 a.C.

## Eventos
- Surgem as primeiras festas dionísicas, em Atenas.
- Creso torna-se rei da Lídia (ou 560 a.C ).
- Todos os oito planetas do sistema solar, incluindo o agora redefinido planeta anão Plutão , entram em alinhamento planetário.

## Mortes
Alyattes , rei da Lídia (ou 560 a.C )
Zedequias , rei de Judá